# Église Notre-Dame-de-Mons de Champétières
Pour les articles homonymes, voir église Notre-Dame.
L'église Notre-Dame est une église située à Champétières dans le département français du Puy-de-Dôme, en région Auvergne-Rhône-Alpes.

## Historique
L'église, lieu de pèlerinage, est connue dès 1100, mais fut reconstruite au XVe siècle.

### Protection
L'église est inscrite au titre des monuments historiques par arrêté du 23 mars 1990.

## Description
L'église se compose d’un chœur, de deux travées voûtées d’ogives, et de chapelles latérales. Elle possède un portail nord ogival sous un porche anciennement voûté, une sacristie au sud du chœur, et une tourelle au nord abritant un escalier menant au clocher carré, orné de fenêtres géminées en arc brisé. L’ensemble est typique des églises du Livradois.